# Liste der Baudenkmäler in Leinach
Auf dieser Seite sind die Baudenkmäler in der unterfränkischen Gemeinde Leinach zusammengestellt. Diese Tabelle ist eine Teilliste der Liste der Baudenkmäler in Bayern. Grundlage ist die Bayerische Denkmalliste, die auf Basis des Bayerischen Denkmalschutzgesetzes vom 1. Oktober 1973 erstmals erstellt wurde und seither durch das Bayerische Landesamt für Denkmalpflege geführt wird. Die folgenden Angaben ersetzen nicht die rechtsverbindliche Auskunft der Denkmalschutzbehörde.

## Baudenkmäler nach Gemeindeteilen

### Leinach
| Lage                               | Objekt                                | Beschreibung | Akten-Nr.     | Bild           |
| ---------------------------------- | ------------------------------------- | --- | ------------- | -------------- |
| Am Höhberg 1 (Standort)            | Pietà                                 | Sandsteinfigurengruppe auf Postament, 19. Jahrhundert | D-6-79-200-51 | BW             |
| Am Höhberg 3 (Standort)            | Bildstock                             | Figur eines Kreuzschleppers auf Säule über Postament mit Inschrift, Sandstein, bezeichnet 1751 | D-6-79-200-42 | BW             |
| An der Fein (Standort)             | Wegkapelle                            | 19. Jahrhundert, in der „Bernhardsgrube“ | D-6-79-200-30 | BW             |
| Burkardusstraße 4 (Standort)       | Kruzifix                              | Corpus mit Kreuzstamm, 19. Jahrhundert, auf Postament mit Rocaillekartusche, Sandstein, bezeichnet 1757 | D-6-79-200-28 | weitere Bilder |
| Eisnert, Straße zum Wartturm       | Bildstock mit Hl. Familie             | bezeichnet 1771; nicht nachqualifiziert, im Bayerischen Denkmal-Atlas nicht kartiert | D-6-79-200-26 | BW             |
| Euler (Standort)                   | Bildstock                             | Kreuzdachbildstock, mit vier Kleeblattkreuzen, auf Säule über Postament, Sandstein, bezeichnet 1680 | D-6-79-200-22 | BW             |
| Firstweg (Standort)                | Bildstock                             | rundbogiger Nischenaufsatz mit flankierenden Obtranken und Madonnenrelief, teilerneuert, auf breiter Säule über Sockel, Sandstein, 18. Jahrhundert | D-6-79-200-39 | BW             |
| Flußweg (Standort)                 | Bildhäuschen                          | Nischenaufsatz mit Kreuzbekrönung und flankierenden Fruchtgehängen, Relief und Postament erneuert, Sandstein, bezeichnet 1734 | D-6-79-200-40 | BW             |
| Goldstraße 25 (Standort)           | Bildhäuschen                          | in die Mauer eingelassen, rundbogiger Nischenaufsatz mit Kreuzbekrönung und Vasendekor, Rückwand mit Christophorusrelief, Sandstein, 18. Jahrhundert | D-6-79-200-34 | weitere Bilder |
| Grupshausener Straße 12 (Standort) | Wohngebäude                           | eingeschossiger, verputzter Fachwerkbau mit Halbwalmdach über hohem Sockel, 18. Jahrhundert | D-6-79-200-1  | weitere Bilder |
| Hauptstraße ()                     | Bildstock                             | Säule auf Tischsockel und vierseitiger Reliefaufsatz mit Darstellung des hl. Urban von 1976 sowie Wappen des Fürstbischofs Julius Echter v. Mespelbrunn, Kreuzbekrönung, spätes 15./ frühes 16. Jh.                                                     | D-6-79-200-58 |                |
| Hauptstraße 5 (Standort)           | Sühnekreuz                            | zwei grob gehauene Steinkreuze, wohl spätmittelalterlich | D-6-79-200-3  | BW             |
| Hauptstraße 13 (Standort)          | Ehemals Gasthof                       | zweigeschossiger, verputzter Fachwerkbau mit Krüppelwalm, über hohem Sockelgeschoss, bezeichnet 1817, Ökonomiegebäude, zweigeschossiger Satteldachbau mit massivem Erdgeschoss und Fachwerkobergeschoss, 19. Jahrhundert                                | D-6-79-200-4  | weitere Bilder |
| Hauptstraße 19 (Standort)          | Wohngebäude                           | zweigeschossiger, verputzter Krüppelwalmdachbau mit Fachwerkobergeschoss, über hohem Sockelgeschoss, um 1800 | D-6-79-200-5  | weitere Bilder |
| Hauptstraße 20 (Standort)          | Wohngebäude                           | zweigeschossiger, verputzter Krüppelwalmdachbau mit Fachwerkobergeschoss, über hohem Sockel, 18. Jahrhundert | D-6-79-200-6  | BW             |
| Hauptstraße 20 (Standort)          | Bildhäuschen                          | rundbogiger Nischenaufsatz mit Kreuzbekrönung, Rückwand mit Kreuzschlepperrelief, Sandstein, 18. Jahrhundert | D-6-79-200-7  | weitere Bilder |
| Hauptstraße 21 (Standort)          | Wohngebäude                           | zweigeschossiger Krüppelwalmdachbau mit Fachwerkobergeschoss, 17. Jahrhundert | D-6-79-200-8  | weitere Bilder |
| Hauptstraße 23 (Standort)          | Pforte                                | geohrtes Gewände, bezeichnet 1751 | D-6-79-200-9  | BW             |
| Hauptstraße 30 (Standort)          | Ehemals Schule                        | zweigeschossiger Massivbau mit Walmdach und Lisenengliederung, 1878/79 | D-6-79-200-50 | BW             |
| Hauptstraße 32 (Standort)          | Katholische Pfarrkirche Allerheiligen | Saalbau mit eingezogenem Chor und Chorturm mit Spitzhelm, Turm im Kern 1419, sonst frühes 17. Jahrhundert, mit Ausstattung, Kirchhofmauer, Bruchsteinmauer und Pfeiler, 17./18. Jahrhundert, im westlichen Bereich wohl im 19./20. Jahrhundert erneuert | D-6-79-200-10 | weitere Bilder |
| Himmelberg (Standort)              | Fluraltar                             | mit rundbogigem Abschluss mit Kreuzbekrönung und flankierenden Pfeilern, Rückwand mit Madonnenrelief und Inschrift, Sandstein, bezeichnet 1729 | D-6-79-200-44 | weitere Bilder |
| Himmelberg (Standort)              | Bildstock                             | Reliefaufsatz mit 14 Nothelfern, auf Pfeiler über Postament mit Inschrift, Sandstein, neugotisch, bezeichnet 1891 | D-6-79-200-46 | BW             |
| Himmelberg, Prangert (Standort)    | Bildhäuschen                          | rundbogiger Nischenaufsatz mit Kreuzbekrönung, auf erneuertem Sockel bezeichnet 1865 | D-6-79-200-43 | BW             |
| Kahlbergweg (Standort)             | Wegkreuz                              | zur Erinnerung an die Jahrhundertwende, Kruzifix auf Postament, Sandstein, um 1900 | D-6-79-200-23 | BW             |
| Kirchgasse 6 (Standort)            | Wohngebäude                           | zweigeschossiger Satteldachbau mit Fachwerkobergeschoss, bezeichnet 1699 | D-6-79-200-35 | weitere Bilder |
| Kirchgasse 11 (Standort)           | Ehemals Kirchenburg                   | jetzt katholische Pfarrkirche Sankt Laurentius, Saalbau mit eingezogenem Chor und Dachreiter mit Spitzhelm, Langhaus romanisch, 1. Viertel 12. Jahrhundert, 1608 erhöht, 1734 nach Westen verlängert, mit Ausstattung                                   | D-6-79-200-38 | weitere Bilder |
| Kirchgasse 14 (Standort)           | Bildnische                            | korbbogiger, in Mauer eingelassener Aufsatz, mit Kreuzschlepperrelief, Sandstein, 19. Jahrhundert | D-6-79-200-37 | weitere Bilder |
| Kirchgasse 19 (Standort)           | Bildhäuschen                          | in Mauer eingelassener Aufsatz mit Kreuzschlepperrelief und Kreuzbekrönung, Sandstein, bezeichnet 1736 | D-6-79-200-33 | weitere Bilder |
| Leinacher Bach (Standort)          | Fluraltar                             | rundbogiger Nischenaufsatz mit Kreuzbekrönung und Relief der Hl. Cäcilia, auf Postament, Sandstein, bezeichnet 1719 | D-6-79-200-45 | weitere Bilder |
| Mittlerer Eisnert (Standort)       | Bildstock                             | vierseitiger, erneuerter Nischenaufsatz mit Kreuzbekrönung und Reliefs, auf Säule über Tischsockel, Sandstein, bezeichnet 1682 | D-6-79-200-25 | BW             |
| Nähe Kirchgasse                    | Bildnische                            | 18. Jahrhundert, an der Mauer, nicht nachqualifiziert, im Bayerischen Denkmal-Atlas nicht kartiert | D-6-79-200-36 | BW             |
| Nähe Remlinger Straße (Standort)   | Bildhäuschen                          | rundbogiger, teilerneuerter Nischenaufsatz mit Kreuzbekrönung und flankierenden Fruchtgehängen, mit modernem Urbanrelief, auf Postament, Sandstein, 18. Jahrhundert                                                                                     | D-6-79-200-31 | BW             |
| Nähe Ringstraße (Standort)         | Gemeindehaus mit Backöfen             | Darre und Feuerwehrgeräteraum, zweigeschossiger Satteldachbau mit Bruchsteinerdgeschoss, verputztem Fachwerkobergeschoss und Toreinfahrt, um 1870 | D-6-79-200-49 | weitere Bilder |
| Obere Ansel (Standort)             | Bildhäuschen                          | rundbogiger Nischenaufsatz mit Relief des Gekreuzigten, auf Postament, Sandstein, bezeichnet 1809 | D-6-79-200-24 | BW             |
| Pfarrer-Brendel-Platz 3 (Standort) | Ehemals Wohnstallhaus                 | eingeschossiger Satteldachbau mit Fachwerkgiebel, über hohem Sockel, 17./18. Jahrhundert | D-6-79-200-13 | weitere Bilder |
| Pfarrer-Brendel-Platz 5 (Standort) | Wohngebäude                           | zweigeschossiger, verputzter Halbwalmdachbau mit geohrten Fensterrahmungen, 18. Jahrhundert, Kellertor wohl älter | D-6-79-200-14 | BW             |
| Raiffeisenstraße (Standort)        | Wappenstein                           | des Fürstbischofs Julius Echter von Mespelbrunn, 16. Jahrhundert, daneben Inschrifttafel, bezeichnet 1580 | D-6-79-200-2  | BW             |
| Raiffeisenstraße 2 (Standort)      | Wohngebäude                           | zweigeschossiger Satteldachbau mit Zierfachwerk im Obergeschoss, über hohem Sockel, 17./18. Jahrhundert | D-6-79-200-15 | weitere Bilder |
| Rathausstraße 1 (Standort)         | Hofanlage: Wohngebäude                | zweigeschossiger, verputzter Mansardhalbwalmdachbau über Kellergeschoss, mit Fachwerkobergeschossen, bezeichnet 1796 | D-6-79-200-16 | weitere Bilder |
| Rathausstraße 1 (Standort)         | Hofanlage: Ökonomiegebäude            | zweigeschossiger Satteldachbau mit Fachwerkobergeschoss, 18./19. Jahrhundert | D-6-79-200-16 | BW             |
| Rathausstraße 1 (Standort)         | Hofanlage: Scheune                    | Fachwerkbau mit Satteldach, 18./19. Jahrhundert | D-6-79-200-16 | BW             |
| Rathausstraße 1 (Standort)         | Hofanlage: Hoftor                     | 18./19. Jahrhundert | D-6-79-200-16 | weitere Bilder |
| Rathausstraße 18 (Standort)        | Bildhäuschen                          | rundbogiger Nischenaufsatz mit Kreuzbekrönung und Rückwand mit Heiligenrelief, auf Postament, Sandstein, 18. Jahrhundert | D-6-79-200-12 | weitere Bilder |
| Riedstraße 4 (Standort)            | Pforte                                | geohrtes Gewände, bezeichnet 1753 | D-6-79-200-17 | weitere Bilder |
| Ringstraße 5 (Standort)            | Wohngebäude                           | zweigeschossiger Fachwerkbau mit Krüppelwalmdach, über hohem Sockel, 18. Jahrhundert | D-6-79-200-18 | weitere Bilder |
| Röte (Standort)                    | Bildhäuschen                          | rundbogiger Nischenaufsatz mit flankierenden Fruchtranken und modernem Bischofsrelief, auf Postament, Sandstein, bezeichnet 1816 | D-6-79-200-29 | BW             |
| Steigstraße (Standort)             | Bildstock                             | baldachinbekrönter Reliefaufsatz mit Kreuzschlepper, auf ornamentiertem Pfeiler über Postament, Sandstein, bezeichnet 1728 | D-6-79-200-20 | BW             |
| Steigstraße 7 (Standort)           | Altarbildstock                        | 17./18. Jahrhundert, vor Haus Nummer 7, nicht nachqualifiziert, im Bayerischen Denkmal-Atlas nicht kartiert | D-6-79-200-21 | BW             |
| Sternberg (Standort)               | Flurkreuz                             | Kruzifix mit Gusseisencorpus auf Sandsteinpostament, um 1915 | D-6-79-200-48 | BW             |
| Sankt-Peter-Straße 13 (Standort)   | Katholische Kapelle Sankt Petrus      | rechteckiger Saalbau mit geradem Chorschluss und Dachreiter mit Spitzhelm, 1661, mit Ausstattung | D-6-79-200-19 | weitere Bilder |
| Sankt-Peter-Straße 13 (Standort)   | Kirchhofmauer                         | Bruchstein, wohl gleichzeitig, mit eingemauerter Inschriftentafel mit Echterwappen, bezeichnet 1688 | D-6-79-200-19 | weitere Bilder |
| Sankt-Peter-Straße 13 (Standort)   | Bildnische                            | rundbogiger Aufsatz mit Kreuzbekrönung und modernem Petrusrelief, teilweise erneuert, Sandstein, 17. Jahrhundert | D-6-79-200-19 | weitere Bilder |
| Winterleiten (Standort)            | Wartturm                              | Mauerrest eines runden Landturmes, Bruchsteinmauerwerk, 15. Jahrhundert | D-6-79-200-27 | BW             |
| Würzburger Straße, „Am Prangert“   | Bildstock                             | 19./20. Jahrhundert, nicht nachqualifiziert, im Bayerischen Denkmal-Atlas nicht kartiert | D-6-79-200-41 | BW             |

### Steinhaugshof
| Lage                  | Objekt    | Beschreibung                                                                                               | Akten-Nr.     | Bild |
| --------------------- | --------- | --- | ------------- | ---- |
| Himmelberg (Standort) | Bildstock | rundbogiger Nischenaufsatz mit Kreuzbekrönung, flankiert von Putten, auf Säule, Sandstein, 18. Jahrhundert | D-6-79-200-47 | BW   |

## Ehemalige Baudenkmäler
In diesem Abschnitt sind Objekte aufgeführt, die früher einmal in der Denkmalliste eingetragen waren, jetzt aber nicht mehr. Objekte, die in anderem Zusammenhang also z. B. als Teil eines Baudenkmals weiter eingetragen sind, sollen hier nicht aufgeführt werden. Aktennummern in diesem Abschnitt sind ehemalige, jetzt nicht mehr gültige Aktennummern.

| Lage                                        | Objekt                   | Beschreibung                  | Akten-Nr.     | Bild |
| ------------------------------------------- | ------------------------ | ----------------------------- | ------------- | ---- |
| Leinach Claus-Schnabel-Straße 12 (Standort) | Bildnische mit Inschrift | 18. Jahrhundert, an der Mauer | D-6-79-200-32 | BW   |